# Johann Zanger der Ältere

Guidonische Hand aus dem Lehrbuch Practicae musicae praecepta, 1554

Johann Zanger der Ältere (* November 1517 in Innsbruck; † 5. April 1587 in Braunschweig) war ein deutscher Musiktheoretiker, Jurist und lutherischer Theologe.

## Leben
Johann Zanger wurde 1517 in Innsbruck geboren. Er erhielt seine erste musikalische Ausbildung durch seine Eltern. Er war von 1523 bis 1526 unter Thomas Stoltzer († 1526) Diskantsänger in der Hofkapelle König Ludwigs II. von Böhmen und Ungarn († 1526) in Buda. Infolge der vernichtenden Niederlage des ungarischen Heeres gegen die Osmanen in der Schlacht bei Mohács floh Zanger mit Mitgliedern der Hofkapelle 1527 nach Wien. In der dortigen Hofkapelle des neuen ungarischen Königs, des Habsburgers Ferdinand I., wirkte der rund zehnjährige Zanger ebenfalls als Sänger. In Wien erhielt er musiktheoretischen Unterricht bei dem Hofkapellmeister Heinrich Finck († 1527) und dessen Nachfolger Arnold von Bruck. Zanger studierte in Wien von 1536 bis 1540 Rechtswissenschaft als kaiserlicher Stipendiat. Er setzte sein juristisches Studium in Köln und Prag fort, bevor er 1542 nach Wittenberg wechselte.
Nach seiner Konversion zum evangelischen Glauben studierte er an der  Universität Wittenberg evangelische Theologie. Zanger ging 1545 nach Braunschweig, wo er an den beiden Lateinschulen tätig war, zunächst als Kantor am Martineum und ab 1548 als Rektor am Katharineum. Er erhielt 1553 eine Pfarrstelle an der Petrikirche. Im Jahr 1571 wechselte er als Pfarrer an die Martinikirche. Er wurde 1577 Stellvertreter des Stadtsuperintendenten und 1586 Dechant des St. Matthäus-Stiftes. Zanger starb im April 1587 im Alter von 70 Jahren in Braunschweig.
Zanger publizierte zahlreiche theologische Schriften, darunter Übertragungen von Abhandlungen seines obersten Dienstherrn Martin Chemnitz in die deutsche bzw. lateinische Sprache. Seine bedeutendste Veröffentlichung ist sein 1554 in Leipzig erschienenes musiktheoretisches Werk Practicae musicae praecepta. Dieses Lehrbuch für den Musikunterricht, in das Zangers Erfahrungen aus seiner Lehrzeit am Wiener Hof eingeflossen sind, fand Verbreitung in ganz Europa. Dem Druck verdanken wir die Abbildung der noch heute gebräuchlichen Notenhand Guidos von Arezzo, der um das Jahr 1000 den Vorläufer unserer heutigen Notenschrift entwickelte.

## Schriften (Auswahl)
- Practicae musicae praecepta, Leipzig 1554. (Digitalisat)